# Billbergia issingiana
Billbergia issingiana är en gräsväxtart som beskrevs av T.Krömer och Elvira Angela Gross. Billbergia issingiana ingår i släktet Billbergia och familjen Bromeliaceae. Inga underarter finns listade i Catalogue of Life.